# Aire urbaine de Périgueux
L'aire urbaine de Périgueux était une aire urbaine française du département de la Dordogne, centrée sur la ville de Périgueux.
En 2020, l'Insee définit un nouveau zonage d'étude : les aires d'attraction des villes en remplacement des aires urbaines. L'aire d'attraction de Périgueux remplace désormais son aire urbaine, avec un périmètre différent.

## Caractéristiques
D'après la définition qu'en donnait l'Insee en 2010, l'aire urbaine de Périgueux était composée de 43 communes en 2019, toutes situées dans le département de la Dordogne. Elle comptait 102 934 habitants en 2017. Cette même année, c'était la dixième aire urbaine la plus peuplée de Nouvelle-Aquitaine, derrière Bordeaux, Bayonne, Limoges, Poitiers, Pau, La Rochelle, Angoulême, Niort et Agen.
L'aire urbaine comprenait l'unité urbaine de Périgueux et celle de Razac-sur-l'Isle.
Le tableau suivant détaille la répartition de l'aire urbaine sur le département en 2017 (les pourcentages s'entendent en proportion du département) :
| Département | Communes | Communes (%) | Superficie (km²) | Superficie (%) | Population (2017) | Population (%) |
| ----------- | -------- | ------------ | ---------------- | -------------- | ----------------- | -------------- |
| Dordogne    | 43       | 8,51         | 956,76           | 10,56          | 102 934           | 24,89          |

## Composition
En 2010, l'Insee a procédé à une révision de la délimitation de l'aire urbaine de Périgueux qui était ainsi composée de 57 communes.
Au 1er janvier 2016, les communes d'Atur, Boulazac et Saint-Laurent-sur-Manoire ont fusionné pour former la commune nouvelle de Boulazac Isle Manoire, portant le nombre de communes de l'aire urbaine à 55.
Au 1er janvier 2017, après les créations de communes nouvelles de Bassillac et Auberoche, Cubjac-Auvézère-Val d'Ans, Sanilhac et l'élargissement de Boulazac Isle Manoire à Sainte-Marie-de-Chignac, leur nombre passe à 45.
Au 1er janvier 2019, les communes d'Eyvirat et de Sencenac-Puy-de-Fourches fusionnent dans la commune nouvelle (élargie) de Brantôme en Périgord, portant leur nombre à 43 :
- Agonac
- Annesse-et-Beaulieu
- Antonne-et-Trigonant
- Bassillac et Auberoche
- Biras
- Boulazac Isle Manoire
- Brouchaud
- Bussac
- Chalagnac
- Champcevinel
- Chancelade
- La Chapelle-Gonaguet
- Château-l'Évêque
- Cornille
- Coulounieix-Chamiers
- Coursac
- Creyssensac-et-Pissot
- Cubjac-Auvézère-Val d'Ans
- La Douze
- Église-Neuve-de-Vergt
- Escoire
- Gabillou
- Grun-Bordas
- Léguillac-de-l'Auche
- Manzac-sur-Vern
- Marsac-sur-l'Isle
- Mayac
- Mensignac
- Montagnac-d'Auberoche
- Négrondes
- Périgueux
- Razac-sur-l'Isle
- Saint-Crépin-d'Auberoche
- Saint-Front-d'Alemps
- Saint-Geyrac
- Saint-Paul-de-Serre
- Saint-Pierre-de-Chignac
- Saint-Vincent-sur-l'Isle
- Sanilhac (Dordogne)
- Sarliac-sur-l'Isle
- Savignac-les-Églises
- Sorges et Ligueux en Périgord
- Trélissac.

## Évolution démographique
L'évolution démographique ci-dessous concerne l'aire urbaine selon le périmètre au 1er janvier 2020.
| 1968   | 1975   | 1982   | 1990   | 1999   | 2007   | 2012    | 2017    | - |
| ------ | ------ | ------ | ------ | ------ | ------ | ------- | ------- | - |
| 79 501 | 82 067 | 85 978 | 90 719 | 92 592 | 97 810 | 102 055 | 102 934 | - |

Histogramme

(élaboration graphique par Wikipédia)

## Emploi
En 2017, l'aire urbaine offrait 44 734 emplois, contre 45 935 en 2012, soit une baisse de 2,61 %. De son côté, le chômage affectait 6 380 personnes (13,6 % de la population active) en 2017 contre 5 965 en 2012 (12,6 %), soit une dégradation de 1 point.

## Logement
En 2017, l'aire urbaine regroupait 57 379 logements contre 54 645 en 2012, soit une augmentation de 5 %. Il s'agissait essentiellement de résidences principales (49 184), soit 85,7 % du parc immobilier. Les résidences secondaires ou les logements occasionnels étaient minoritaires (2 578, soit 4,5 %), le reste correspondant à 5 616 logements vacants, soit 9,8 % du parc.